# Карякина, Ольга Константиновна
О́льга Константи́новна Каря́кина (24 января 1960, Свердловск) — российский писатель, автор философских сказок, притч и эссе; библиотекарь, краевед, галерист.

## Биография
Из семьи служащих. Раннее и дошкольное детство проходили в Сысерти. Училась в общеобразовательной школе в закрытом военном посёлке Нижний Тагил-39 (Свободный), а с 1973 года — в городе Свердловск-45 (Лесной). После школы какое-то время работала в вычислительном центре комбината «Электрохимприбор». Затем много лет трудилась в Центральной городской библиотеке им. П. П. Бажова в Лесном, став инициатором трёх новых направлений её работы: выставочного, исследовательско-краеведческого, издательского.
Окончила филологический факультет Уральского государственного университета (1986). Проживает в Лесном Свердловской области.

## Литературное творчество
С 1998 года пишет короткие рассказы, эссе и поэтические миниатюры. Публиковалась в журнале «Урал». Её произведения включены в Антологию поэзии закрытых городов Росатома (Пенза, 2011). Автор сборника сказок и притч «Зонтик» (Лесной, 2016).
Призёр XI Международного конкурса хайку на русском языке в номинации «сэнрю» (2019).
Публикует краеведческие материалы. Печаталась в официальном издании Российской библиотечной ассоциации — «Информационный бюллетень РБА» (Санкт-Петербург), в журналах «Урал», «Литературный квартал» (Екатеринбург). С 2004 года — постоянный автор журнала «Уральский следопыт».
Сотрудничала с екатеринбургскими издательствами «Сократ» и «Пакрус».
В соавторстве с Владимиром Стругановым написала четыре научно-популярных книги по истории закрытого Лесного. В 2006 году в книге «Знакомые незнакомцы», изданной в рамках губернаторской программы тиражом 17 000 экземпляров (серия «Урал: История в ликах городов»), вышел их 100-страничный культурно-исторический очерк «Здравствуй, Лесной!». Также подготовила главу для заключительного, 16 тома этой серии — «Земля городов» (2008).
По заказу издательства «Пакрус» написала главу для книги «Генералы индустрии», рассказывающей о руководителях «крупнейших предприятий Среднего Урала, сформировавших промышленный фундамент региона» (2009).
В 2010 году за книгу «Назвать имя. Повествование о кладбищах Лесного» вместе с Владимиром Стругановым удостоена премии «Успех года» Главы городского округа «Город Лесной».
Книги Ольги Карякиной имеются во многих учебных заведениях, а также в  фондах ряда крупных библиотек страны.

## Выставочная деятельность
С 1981-го по 2018 год работала библиотекарем, методистом, главным библиотекарем. Параллельно, почти тридцать лет занималась выставками. Руководила созданным ею отделом искусств, ставшим визитной карточкой ЦГБ им. П. П. Бажова. Сотрудничала со многими известными в стране художниками, в числе которых Станислав Ашмарин, Артур Полевой, Владимир Миронец, Николай Фомин и др. Провела десятки вернисажей, реализовала несколько масштабных проектов.
В условиях закрытого города организовала первую на Урале (и всего четвёртую в России) международную выставку Мэйл Арт — «искусство по почте» (Лесной, 1999), получившую освещение в российских и зарубежных средствах массовой информации. На 100 приглашений участвовать в проекте «First Mail Art exhibition in Ural» («Первая выставка мэйл-арта на Урале») пришло более 140 посланий из 28 стран, включая художников Италии, США, Англии, Японии, Франции, Испании, Панамы, Австралии, Германии, России и др.
Основатель и бессменный руководитель филиала Екатеринбургского отделения Общества «Россия — Япония» в Лесном (1997—2012). Яркими результатами деятельности руководимого ею клуба «Сакура» стали экспозиции традиционных японских искусств, предметов быта, а также кинофестиваль и неоднократно проводившиеся Дни японской культуры в Лесном. По приглашению, дважды принимала участие в конференциях в Посольстве Японии в России, где выступала с сообщениями (2000, 2002).
Участник VII Всероссийской выставки «Художественное творчество библиотекарей» в Российской государственной библиотеке искусств (Москва, 2005).
Стараниями Ольги Константиновны в ЦГБ им. П. П. Бажова создана мемориальная Бажовская комната (2003). В феврале 2017 года оформлен мини-музей «Уголок редких книг», где представлены книги XIX — н. XX веков, библиотечная коллекция миниатюрных и факсимильных изданий. С 2020 года библиотека — член Всероссийского «Клуба редких книг» городов присутствия Госкорпорации «Росатом».

## Краеведческая работа
С нулевых годов XXI века занимается краеведением. Началом послужили исследовательские проекты: «Деревянные дома Нижней Туры» (2004) и «Старый добрый Свердловск-45. Советский классицизм в архитектуре закрытого города» (2007).
В 2011—2017 гг. — организатор и ведущая ежегодных Краеведческих чтений в Лесном. Редактор-составитель семи изданных по итогам Чтений сборников материалов. Среди авторов докладов — профессиональные историки, краеведы, сотрудники музеев, педагоги, священники.
Организовала и провела несколько благотворительных мероприятий для сбора средств на строительство в Лесном православного храма во имя Святого праведного Симеона Верхотурского (2012) и возведение памятника ликвидаторам атомных катастроф (2016).
Благодаря инициативе и многолетней совместной просветительской работе Ольги Карякиной и Владимира Струганова, в Лесном установлен первый в России памятник выдающемуся советскому учёному-физику, академику АН СССР Л. А. Арцимовичу, работы известного уральского скульптора К. Грюнберга (2015 г.)
Как краевед, участник Всероссийской военно-исторической конференции «Выпускники кадетских корпусов — Георгиевские кавалеры», награждена медалью «75 лет Екатеринбургскому суворовскому военному училищу» (2019).

## Интересный факт
Прообразом (прототипом) основного действующего лица в сказке-притче Ольги Карякиной «Мост» стал новый пешеходный мост в городе Лесном. Среди неофициальных названий этого надземного перехода ныне фигурирует и – «Ольгин мост».

## Хобби
Коллекционирует произведения народного декоративно-прикладного искусства (нижнетагильская лаковая живопись на подносах, глиняная игрушка, резьба и роспись по дереву), миниатюрные книги, советские открытки и др. Методом аппликации составляет фотоколлажи, которые демонстрировались в Российской государственной библиотеке искусств (Москва), публиковались на страницах областных газет.

## Признание
- Почётная грамота ЦК профсоюза атомной энергетики и промышленности, 2004 год.
- Премия «Успех года» Главы городского округа «Город Лесной», за книгу «Назвать имя. Повествование о кладбищах Лесного» (2010), совместно с Владимиром Стругановым.
- Знак «Ветеран атомной энергетики и промышленности», 2012 год.
- Номинант на премию "Успех года" Главы городского округа "Город Лесной", за вклад в открытие в Лесном памятника Льву Арцимовичу (2015), совместно с Владимиром Стругановым.
- Юбилейная медаль «75 лет Екатеринбургскому суворовскому военному училищу», 2019 год.
- Призёр XI Международного конкурса хайку на русском языке, 2019 год.

### Книги
- Берюхов В., Карякина О., Струганов В., Гончаров С. Знакомые незнакомцы. — Екатеринбург: Издательство «Сократ», 2006
- Карякина О., Струганов В. Назвать имя. Повествование о кладбищах Лесного. — Екатеринбург: ж. «Урал», 2010
- Карякина О., Струганов В. Путешествие по Лесному. Достопримечательности закрытого города. — Лесной: Объединение «КарСт», 2013
- Карякина О., Струганов В. Первая мировая в судьбах лесничан. — Лесной: ЦГБ им. П. П. Бажова, 2014
- Карякина О. Зонтик. — Лесной: Объединение «КарСт», 2016

### Отдельные публикации
- Карякина О. Календарик (этюды) // Уральский следопыт. — Екатеринбург. — 2004. — № 12. — С. 21-24.
- По старым улочкам Нижней Туры. Опыт организации краеведческой выставки / составитель О. Карякина. — Лесной: ЦГБ им. П. П. Бажова, 2004. — 24 с., фото, ил.
- Карякина О. Библиотека как общественный и культурный центр в городе // Информационный бюллетень РБА. — С.-Петербург. — 2005. — № 36. — С. 44-48
- Карякина О. «Костер рябины» на подносе // Уральский следопыт. — Екатеринбург. — 2006.- № 3. — С.20-22
- Карякина О. Не вырывая улицы-страницы… // Уральский следопыт. — Екатеринбург. — 2008. — № 6. — С.76-78
- Карякина О. «Секретный» подряд Геннадия Мосина // Уральский следопыт. — Екатеринбург. — 2009. — № 10. — С.66-67
- Карякина О. Верность своим принципам: Карпов Евгений Александрович / Генералы индустрии. — Екатеринбург: ИД «Пакрус», 2009
- Карякина О. Труэнты из Лесного, или Кто такой Томас Янг — прогульщик или подвижник? // Радар. — Лесной. — 2011. — 16 июня (№ 24). — С.16 : ил.
- Карякина О., Струганов В. Загадка фотографии лермонтовской усыпальницы // Литературный квартал. — Екатеринбург. — 2012 (зима-весна). — С.107-108
- Карякина О. На память от авторов. О книгах из фонда библиотеки им. П. П. Бажова // Резонанс. — Лесной. — 2018. — 25 января (№ 4). — С.16
- Карякина О. Путешествия рисованных писем // Уральский следопыт. — Екатеринбург. — 2019. — № 7. — С.21-23
- Карякина О. Открытые письма // Уральский следопыт. — Екатеринбург. — 2022. — № 2. — С.14-17